# 库尔干 (库尔干州)

庫爾干市旗

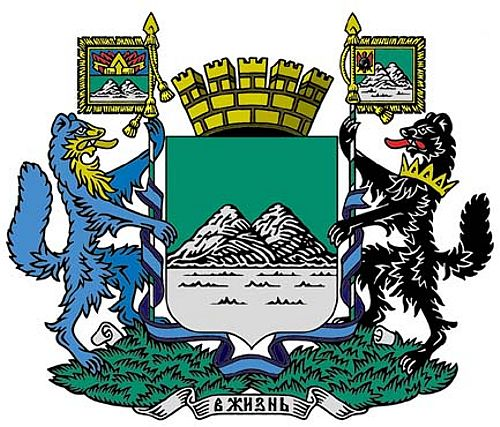
Курган

库尔干 （Курга́н）是俄羅斯庫爾干州首府，2002年人口為345,515人。
始於1553年，原名察廖沃戈罗季谢（Царёво Городи́ще），1782年改名。西伯利亞鐵路經過本市。